# Кувшин-автопортрет (Гоген)
Кувшин-автопортрет — произведение французского художника Поля Гогена в виде собственной головы, изготовленное в начале 1889 года из глазурированной керамики. 

## История создания
Выполненная в дерзкой и грубой манере, работа была создана после двух травмирующих событий в жизни художника. В декабре 1888 года Гоген гостил в Арле у Ван Гога, когда тот напал на Гогена, а потом отрезал себе левое ухо, оставив его затем в публичном доме, который они оба посещали. Несколько дней спустя, в Париже, Гоген присутствовал на гильотинировании известного убийцы Прадо. Как результат, мы видим отсечённую голову Гогена с закрытыми глазами, в потёках крови и отрезанным ухом.
Техника, в которой создано произведение, отчасти вдохновлена искусством Дальнего Востока; в частности, использование стекающих красок по глазурованной керамике, заимствованное у японских мастеров из Такатори. Идея изготовления кувшина в форме головы была взята, вероятно, из перуанской керамики, которую собирала мать Гогена, когда он был ребёнком.

## Иконография
Работа выполнена в духе иконографии романтизма и символизма, а также христианских и классических мотивов; она отсылает к Христу, Иоанну Крестителю и Орфею, которые приняли мученическую смерть за свои страсти и убеждения. В этот период Гоген часто изображал себя в манере, подобной изображениям Христа, пытаясь показать своё мученичество. Он разочаровался в материализме, который видел вокруг себя, и чувствовал отчуждение и от покупателей картин, и от представителей художественных кругов, которым претило его самовозвеличивание. Его ученики, молодые художники, взбунтовались и отстранились от него. О другом подобном автопортрете, «Христос в масличном саду», Гоген писал:
Вот я написал свой автопортрет... но он также показывает крушение идеала и боль, одновременно божественную и человеческую. Иисус полностью покинут; его ученики бросили его в обстановке, столь же печальной, как и его душа